# Orła
Ołun [pronunciación en polaco: /ˈɔrwa/] es un pueblo ubicado en el distrito administrativo de Gmina Parzęczew, dentro del Distrito de Zgierz, Voivodato de Łódź, en Polonia central. Se encuentra aproximadamente a 6 kilómetros al este de Parzęczew, a 13 kilómetros al noroeste de Zgierz, y a 20 kilómetros al noroeste de la capital regional Łódź.